# Affix
Een affix of toevoegsel is in de taalkunde een (meestal gebonden) morfeem dat van zichzelf geen betekenis heeft, maar dat aan een ander morfeem (meestal een woord) vastgehecht wordt om zodoende een nieuw woord met een afgeleide betekenis te vormen. Globaal wordt er onderscheid gemaakt tussen afleidings- en buigingsaffixen.
Een affix kan zijn:
- een voorvoegsel (prefix)
- een invoegsel (infix)
- een omvoegsel (circumfix)
- een achtervoegsel (suffix)
- een voor- of achtervoegsel (adfix)
- een betekenisdragende aanhechting (confix)
- een aanhechting (verbindingsklank) in samenstellingen (interfix)
- een "in stukken gehakte" aanhechting (transfix)
- een verandering van een of meer fonemen (simulfix)
- een verandering op suprasegmenteel niveau (suprafix)
- een duplifix, ofwel een aanhechting in een geredupliceerd segment (zie ook reduplicatie)
- een aanhechting die verdwijnt (disfix)

Noot: Wanneer we het over 'betekenisloos' hebben, impliceert dat in deze context "lexicaal betekenisloos". Vanzelfsprekend hebben affixen, zoals alle morfemen, wel degelijk een betekenis (teneinde een morfeem te kunnen zijn, moet een woorddeel betekenis hebben); in de meeste gevallen is de betekenis hier echter zuiver grammaticaal en afhankelijk van die van het grondwoord.